# Cotoneaster granatensis
Cotoneaster granatensis är en rosväxtart som beskrevs av Pierre Edmond Boissier. Cotoneaster granatensis ingår i släktet oxbär, och familjen rosväxter. Inga underarter finns listade i Catalogue of Life.